# Averham
 (janvier 2024).
Averham est un village du Nottinghamshire, en Angleterre.